# San Nicola a Nilo
San Nicola a Nilo je rimokatolička crkva u baroknom stilu na adresi Via San Biagio dei Librai 10, u središtu Napulja, pokrajina Campania, Italija. Nalazi se preko puta Palazzo Diomede Carafa.
Nakon Masaniellove revolucije 1647., ljekarnik Sabato Anella sažalio se nad brojnom djecom koja su ostala bez roditelja u prevratima, te je u svojoj kući u blizini Sedile di Porto osnovao sirotište. Nakon toga je grof od Oñatea, tada potkralja, dobio zgradu na ovom mjestu od markiza od Marija. Izgrađena je crkva i susjedna oratorij-crkva, a nadzirao ih je redovnički red. Crkva je posvećena svetom Nikoli, biskupu iz Mire, zaštitniku siročadi i trgovaca mješovitom robom.
Tamo smještena djeca morala su živjeti po samostanskim pravilima. S vremenom je kuća pretvorena u samostan otvoren za mlade iz bogatih obitelji. Godine 1705. crkva koju sada vidimo sagrađena je prema nacrtu Giuseppea Lucchesija. Nakon potresa u Irpiniji 1980., kompleks je napušten i predan zajednici Sant'Egidio. Crkva ima centralni tlocrt grčkog križa s kružnom prostorijom, ukrašenom u baroknom stilu s korintskim stupovima.

## Vanjske poveznice
|  | Zajednički poslužitelj ima još gradiva o temi San Nicola a Nilo |